# 841 (szám)
A 841 (római számmal: DCCCXLI) egy természetes szám, négyzetszám és félprím, a 29 négyzete; középpontos négyzetszám.

## A szám a matematikában
A tízes számrendszerbeli 841-es a kettes számrendszerben 1101001001, a nyolcas számrendszerben 1511, a tizenhatos számrendszerben 349 alakban írható fel.
A 841 páratlan szám, összetett szám, azon belül négyzetszám és félprím, kanonikus alakban a 292 hatvánnyal, normálalakban a 8,41 · 102 szorzattal írható fel. Három osztója van a természetes számok halmazán, ezek növekvő sorrendben: 1, 29 és 841.
A 841 középpontos négyzetszám, páratlan négyzetszámként középpontos nyolcszögszám. Középpontos hétszögszám.
A 841 az első szám, ami minden nála kisebb számnál több, 56 különböző szám valódiosztó-összegeként áll elő, ezért erősen érinthető szám. (A238895 sorozat az OEIS-ben)
A 841 négyzete 707 281, köbe 594 823 321, négyzetgyöke 29, köbgyöke 9,43913, reciproka 0,0011891. A 841 egység sugarú kör kerülete 5284,15884 egység, területe 2 221 988,794 területegység; a 841 egység sugarú gömb térfogata 2 491 590 100,6 térfogategység.